# Eisenbahnmuseum Rosice nad Labem

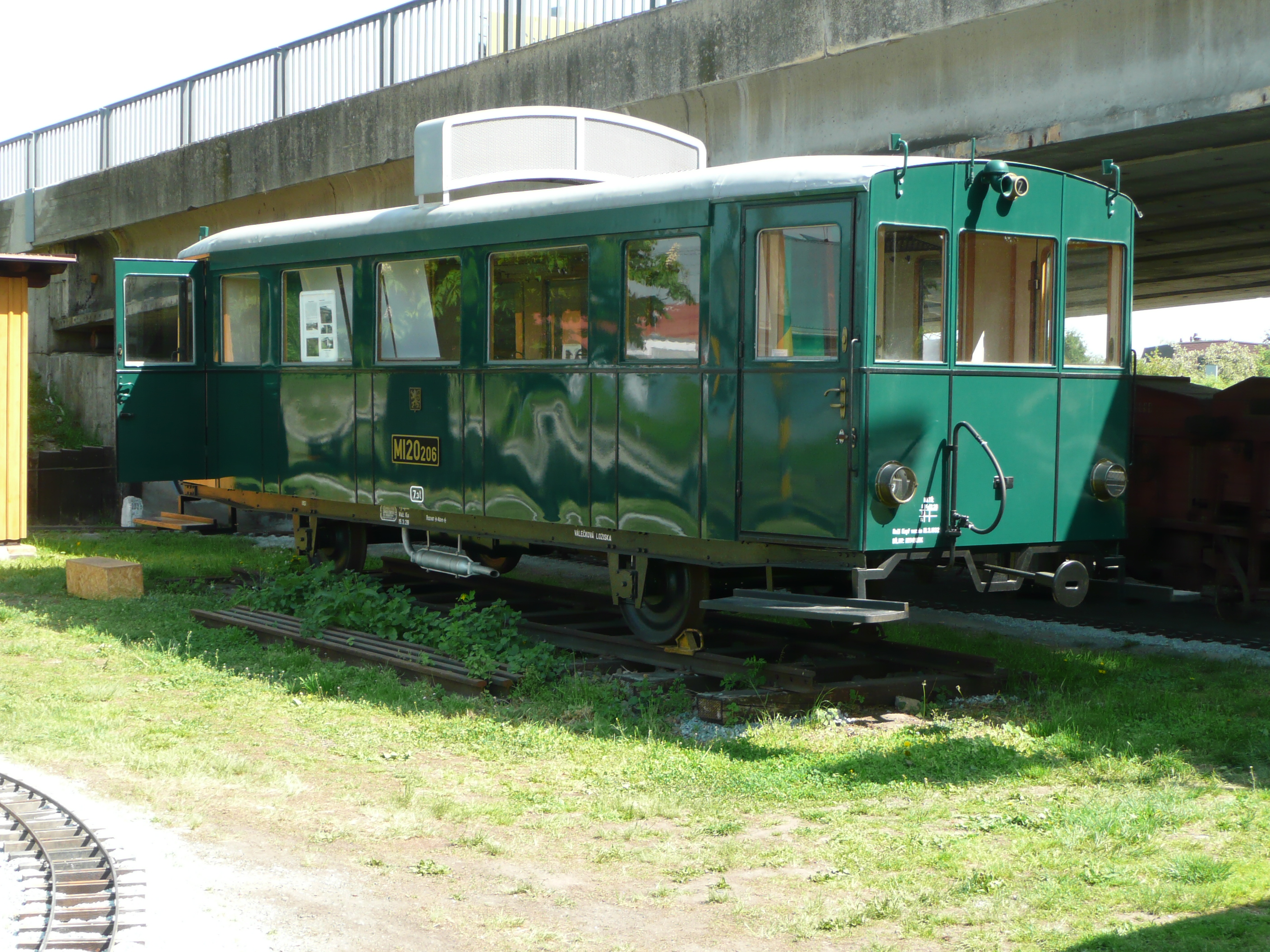
Foto des M 120.206 von Tatra nach seinem Wiederaufbau (2018)

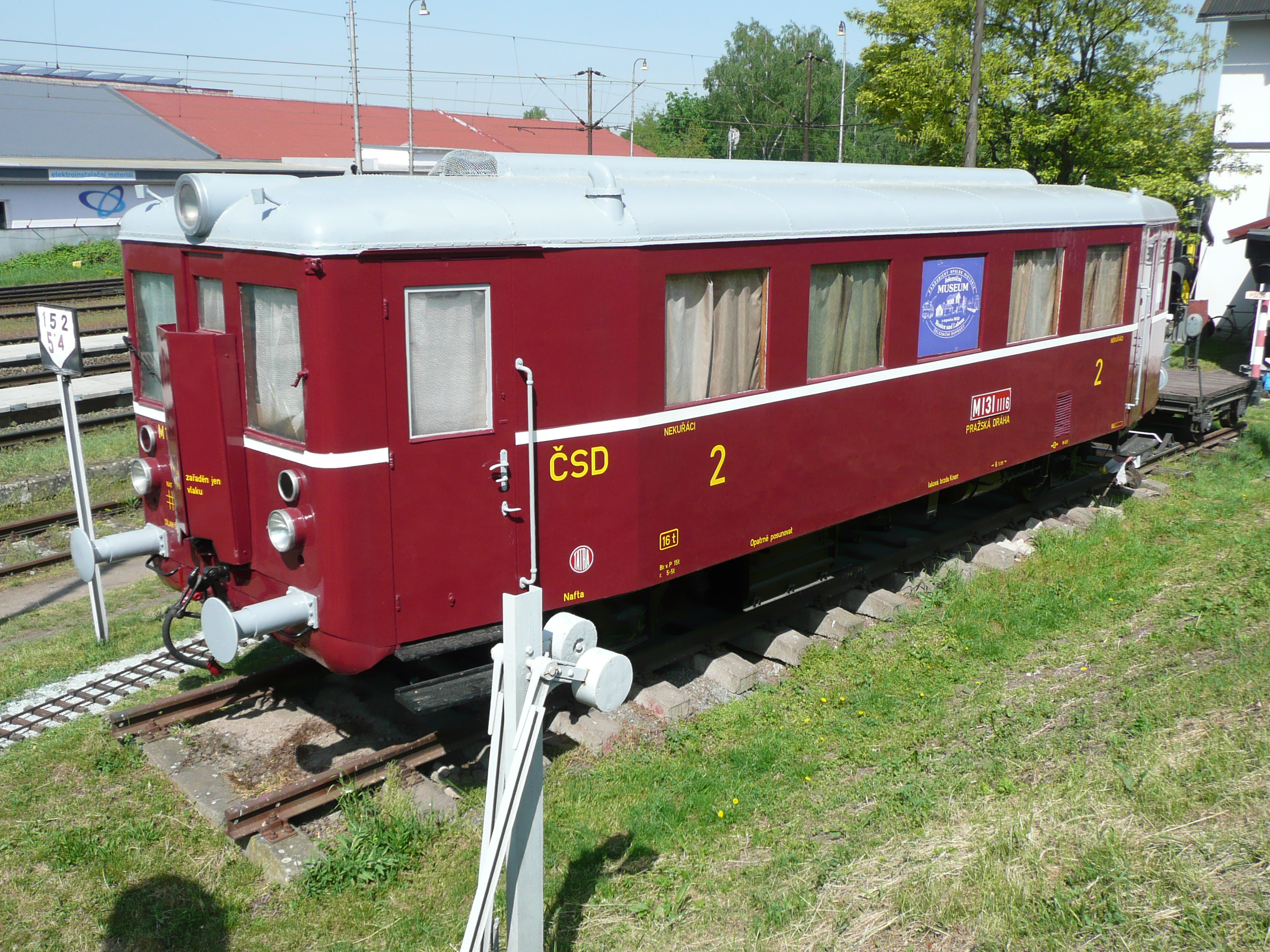
Mehrere M 131.1 sind in dem Bestand des Vereines, hier der nicht betriebsfähige M 131.1116 (2018)

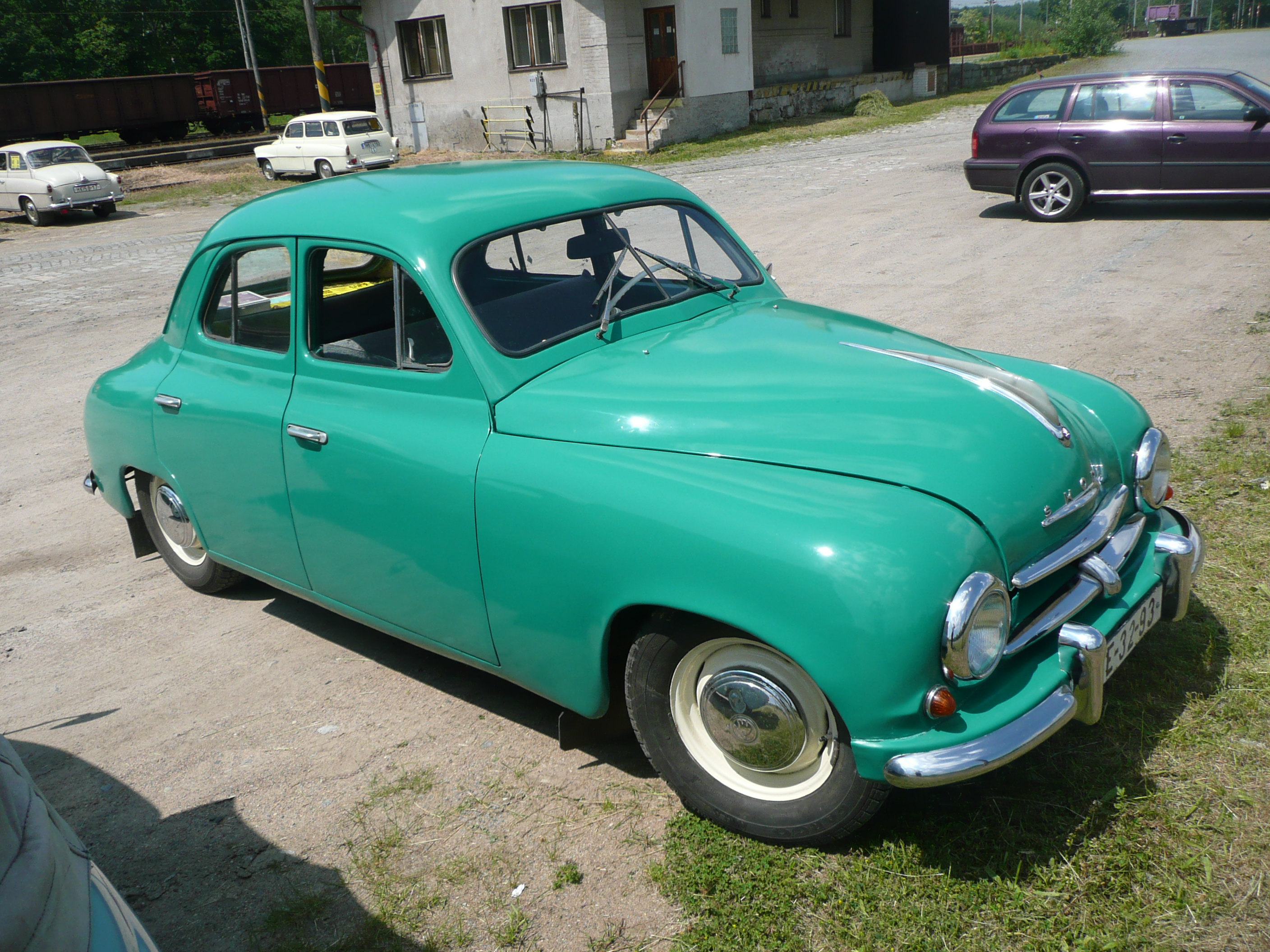
Škoda 1201 Limousine (2013)

Das Eisenbahnmuseum Rosice nad Labem ist ein Eisenbahnmuseum in Pardubice im Nordosten der Tschechischen Republik.

## Geschichte
1995 entstand im Gebäude des ehemaligen Wasserhauses des Bahnhofs Pardubice-Rosice n. L. eine kleine Eisenbahnausstellung über Besonderheiten der Eisenbahn rund um Pardubice. Es werden hauptsächlich Exponate gesammelt, die in anderen Eisenbahnmuseen nicht vorkommen. Dazu zählt eine Fotosammlung der in der Gegend verkehrenden Triebwagen, verschiedene Details von Bremsausrüstungen der Firmen Knorr-Bremse, Božič, DAKO sowie Uniformen. Verschiedene bei der Staatsbahn nicht mehr benötigte Einrichtungen wie Fernsprecherhäuser wurden von der Strecke abgetragen und im Vereinsgelände wieder aufgestellt. Von 2013 bis 2017 wurde von dem Verein die Aufarbeitung des Wagenkastens eines der allerersten in Europa existierenden Verbrennungstriebwagens, des Tatra-Triebwagens M 120.206 aus dem Jahr 1927 realisiert. Gegenwärtig arbeitet der Verein an einer weiteren anspruchsvollen Reaktivierung eines historisch sehr wertvollen Exponates aus der Frühzeit der Motorisierung von Eisenbahnstrecken; an der rollfähigen Aufarbeitung des M 130.104 aus dem Jahr 1932.
Neben verschiedenen Zeitzeugen der Eisenbahn umfasst die Sammlung auch den Stadtverkehr in Pardubice. Details der Oberleitung von Oberleitungsbussen, wie Kreuzungen oder Weichen, werden ausführlich erläutert.

## Ausstellungsstücke
- M 131.1133, ein zweiachsiger Nebenbahn-Triebwagen
- M 131.1228
- M 131.2053, ein Oberleitungsrevisionstriebwagen
- mehrere Bei- bzw. Güterwagen
- Škoda 9Tr Nr. 353; Oberleitungsbus von Škoda
- Škoda-Sanos S 200Tr Nr. 329, ein Gelenk-Oberleitungsbus von Škoda
- verschiedene historische Personenwagen

## Nostalgiezüge
Mit den genannten Ausstellungsstücken werden Fahrten auf Museumsbahnen bzw. im Oberleitungsbusnetz von Pardubice unternommen, die auf der Internetseite des Vereins angeboten werden.